# Rettig-Bank

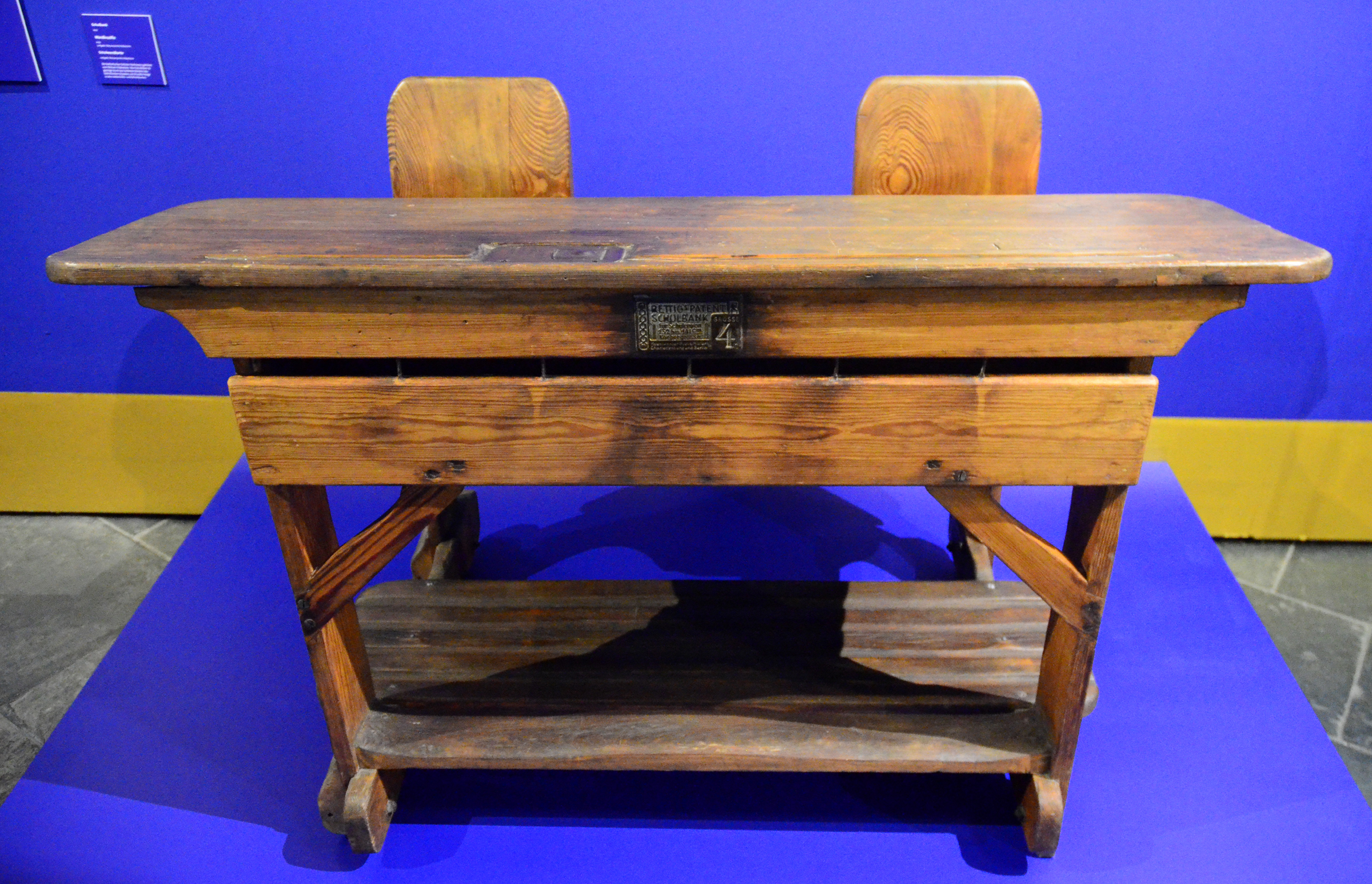
Eine Rettig-Bank im Historischen Museum Hannover;
zum Gründungsjubiläum der katholischen Basilika St. Clemens

Die Rettig-Bank ist eine Schulbank-Bauart, die 1893 von dem Architekten, Konstrukteur und Unternehmer Wilhelm Rettig entwickelt und patentiert wurde.  Die Lizenz für die Produktion erhielt das Unternehmen P. Johannes Müller & Co., Werkstätten für Schuleinrichtung in Berlin-Charlottenburg, dessen Eigentümer der Architekt P. Johannes Müller und Wilhelm Rettig waren, und das 1898 in den Vereinigten Schulmöbelfabriken aufging. Die Bank fand weite Verbreitung.

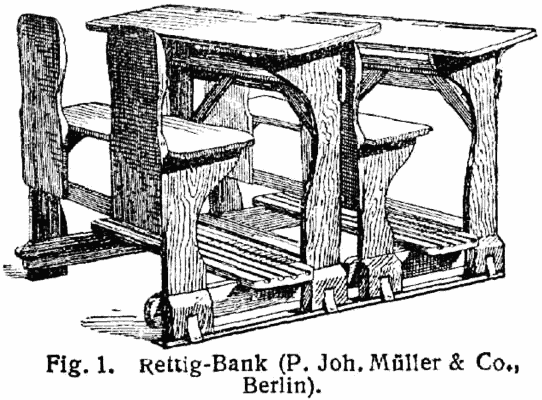
Rettig-Bank (aus: Lexikon der gesamten Technik, 2. Auflage 1904–1910)
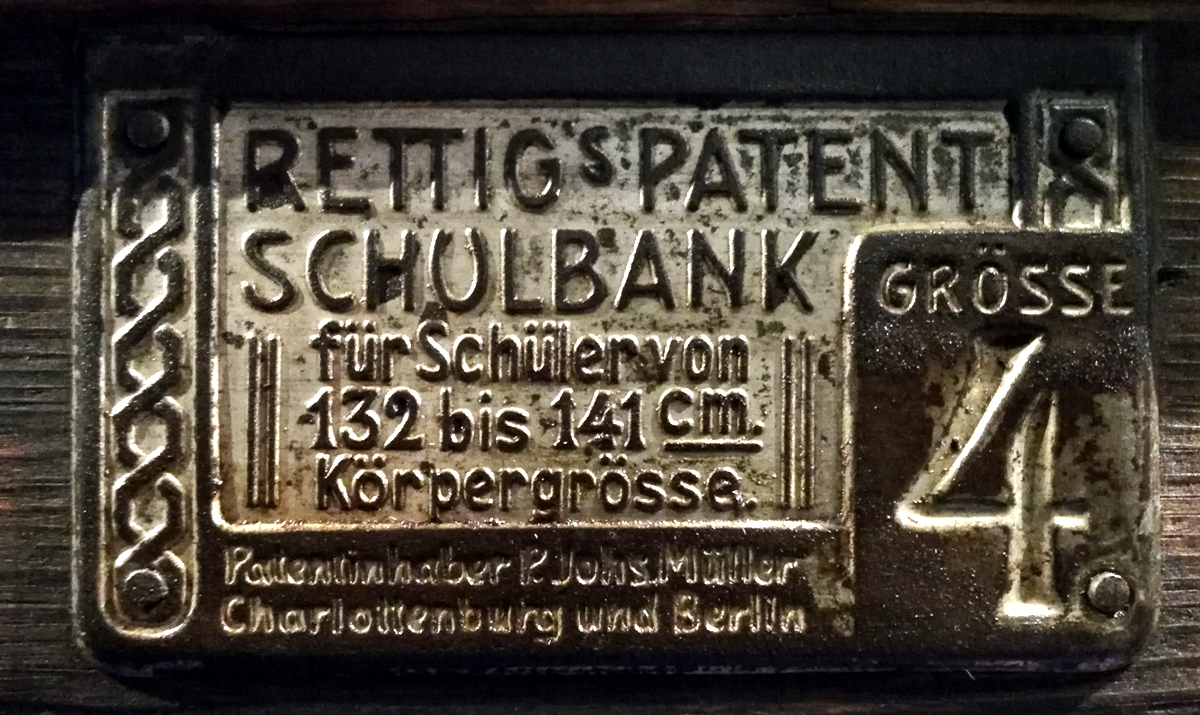
Blechschild Größe 4: „Rettig's Patent Schulbank / für Schüler von 132 bis 141 cm Körpergröße / Patentinhaber P. Johs. Müller / Charlottenburg und Berlin“
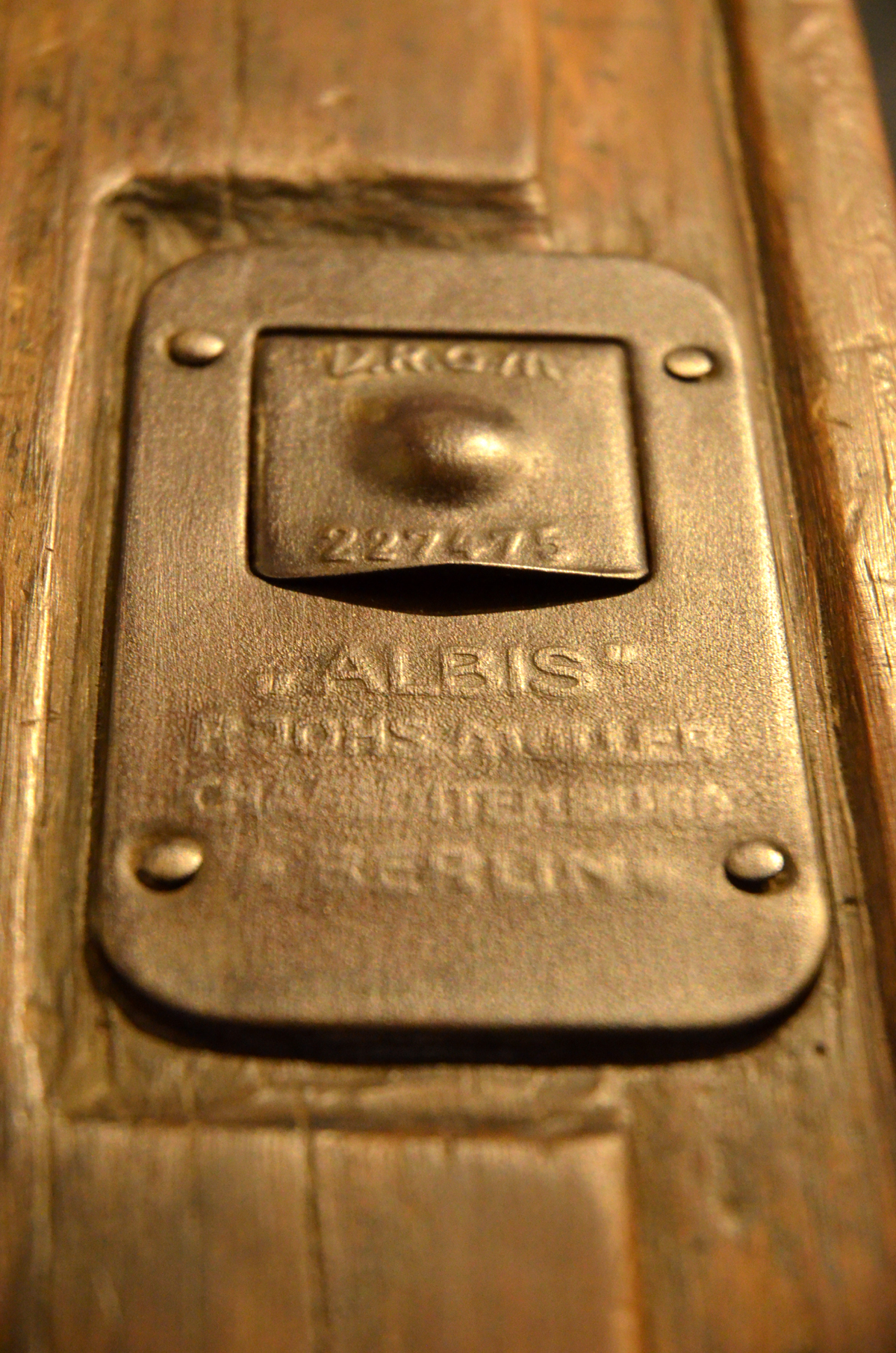
„Albis“ D.R.G.M 227475